# الصلاة في البهائية
الصلاة البهائية الواجبة (بالإنجليزية: Obligatory Baháʼí prayers)‏، لها مكانةٌ مركزيةٌ في البهائية، وهي فرضٌ على كل بهائيٍ يصل إلى سن البلوغ، أي 15 عامًا. الصلاة البهائية الواجبة هي صلاةٌ يؤديها البهائيون يوميًا وفق صيغةٍ ثابتةٍ أمر بها بهاء الله، مؤسس الديانة البهائية، في كتاب الشرائع «الكتاب الأقدس».
ولهم ثلاث صلواتٍ (الصغرى، والوسطى، والكبرى) يحق للمرء أن يختار أيٍاً منها كلَّ يومٍ. ويجب أن تُؤدى الصلاة الصغرى والكبرى مرةً واحدةً في اليوم، والصلاة الوسطى ثلاث مراتٍ في اليوم. والصلاة في البهائية تُقام بصورةٍ فرديةٍ، وليس هناك صلاة جماعة غير صلاة الميت.
إلى جانب الصوم، تعتبر الصلاة المفروضة من أعظم واجبات الشخص البهائي، والغرض منها هو تعزيز تنمية الخضوع للخالق والتضرع إليه.